# كريستوف كابيل
كريستوف كابيل (بالفرنسية: Christophe Capelle)‏ مواليد 15 أغسطس 1967 في كومبيين، هو دراج فرنسي سابق. سبق أن شارك في دورة الألعاب الأولمبية الصيفية وفاز بميدالية أولمبية.

## روابط خارجية
- كريستوف كابيل على موقع أرشيف الدراجات (الإنجليزية)
- كريستوف كابيل على موقع إحصائيات الدراجات الإحترافية (الإنجليزية)
- كريستوف كابيل على موقع CycleBase (الإنجليزية)
- كريستوف كابيل على موقع أوليمبيديا (الإنجليزية)